# 국민동원총진회
국민동원총진회(國民動員總進會)는 일제강점기 말기에 결성된 민간 단체이다.

## 설립 목적
태평양 전쟁 막바지인 1944년 9월에 이성환을 중심으로 한 부유층 유지들이 결성하였다. 민간에서 근로정신을 계몽하여 태평양 전쟁에 협력한다는 목적으로 발족하였다.
국민총력조선연맹에 가입하여 활동하였으며, 1945년 3월에 회기가 끝나 해체되었다. 주요 활동은 태평양 전쟁을 찬양하고 징용과 징병, 군사기지 건설을 위한 노무 동원에 앞장서는 것이었다. 조선총독부 측은 국민동원총진회가 국가가 위급할 때 자발적으로 발족하여 많은 성과를 거두었다고 긍정적으로 평가했다.

## 임원
- 이사장 : 이성환
- 이사 : 조병상, 손영목, 한규복, 정연기, 김동환, 신태악
- 감사 : 박흥식

## 주요 활동
전쟁 승리를 위한 근로 동원을 위한 활동이 주를 이루었다. 단체 결성 직후인 1944년 10월 16일에 전선역원대회라는 행사를 개최하였다. 조선총독부 정무총감이 참석하고 유력자들이 모여 이사장인 이성환의 인사말과 경고 보고를 들었다. 정무총감의 연설에 이어 근로 동원을 위한 토의를 진행했다.
이틀 후인 10월 18일에는 부민관에서 강연회를 열었다. 이 강연회에는 이성환, 김동환, 신태악, 최재서, 장덕수가 강사를 맡았으며, 전쟁의 의의를 설명하고 대의를 위해 근로 동원에 나서라고 주장했다.
1945년 2월에는 경기도역원대회라는 이름으로 경성부에서 행사를 열고, 원호운동 시찰자를 각 도에 파견하였다. 조선인은 경기도에 한상룡과 김동훈, 충청북도에 한규복, 경상북도에 손영목, 전라남도와 강원도에 정연기, 황해도에 이성근이 각각 파견되었다.

## 참고자료
- 친일인명사전편찬위원회 (2004년 12월 27일). 《일제협력단체사전 - 국내 중앙편》. 서울: 민족문제연구소. 407~408쪽쪽. ISBN 8995330724.